# Excidobates captivus
Excidobates captivus is een pijlgifkikkersoort uit de onderfamilie Dendrobatinae. De wetenschappelijke naam van de soort werd voor het eerst geldig gepubliceerd door Charles W. Myers in 1982 als Dendrobates captivus.
De specimens waarop Myers zijn beschrijving baseerde waren reeds in 1929 verzameld door Harvey Bassler in de regio Amazonas in het noordwesten van Peru, bij de samenvloeiing van de Rio Santiago en de Rio Marañón. Men vermoedt dat deze soort enkel voorkomt in het laaggelegen regenwoud in de moeilijk toegankelijke vallei tussen de Cordillera del Condor en de Cerros de Campanquis in Amazonas, Peru en het zuiden van Ecuador.
Het is een erg kleine kikker die een lichaamslengte bereikt van niet meer dan 16 millimeter.